# Luiz de Medeiros
Luiz Antônio de Medeiros CavMM (Eirunepé, 23 de janeiro de 1948) é um sindicalista e político brasileiro filiado ao Solidariedade. Por São Paulo, foi deputado federal durante dois mandatos.

## Biografia
Em 1968, durante a ditadura militar, iniciou suas atividades políticas e envolveu-se na luta armada como militante da Vanguarda Popular Revolucionária Palmares (VAR-Palmares), organização clandestina de inspiração marxista-leninista. Em setembro de 1969 foi preso numa emboscada policial quando tentava comprar armas para a organização, em Duque de Caxias (RJ). Libertado em 1971, refugiou-se no Chile e ali filiou-se ao Partido Comunista Brasileiro (PCB). Em setembro de 1973, após o golpe militar que derrubou o governo do presidente chileno Salvador Allende, fugiu para Cuba, partindo em seguida para a União Soviética, onde sua vinculação ao PCB lhe garantiu trabalho e estudo. Em Leningrado, atual São Petersburgo, trabalhou como torneiro mecânico e frequentou cursos de filosofia, política e economia na Escola Soviética de Formação de Quadros. Esteve fora do Brasil de 1972 a 1978 e, quando regressou, e começou a trabalhar como metalúrgico, na  K. G. Sorensen.
Mais tarde, opôs-se ao Partido dos Trabalhadores (PT) e à central sindical próxima dele, a Central Única dos Trabalhadores (CUT). Dirigiu o Sindicato dos Metalúrgicos de São Paulo, que divergia fundamentalmente do Sindicato de Metalúrgicos de São Bernardo, tendo o primeiro como líder o sindicalista Joaquim dos Santos Andrade, o Joaquinzão, e o segundo, o futuro presidente da República, Lula.
Medeiros ficou conhecido por defender o "sindicalismo de resultados", do qual colheu grandes frutos na arena política devido a congruência ideológica com os projetos neoliberais que foram introduzidos no Brasil nos anos 1990. Visando oposição à CUT, ajudou a fundar a Força Sindical (FS), do qual foi presidente desde sua fundação, em 1991, até 1999. A FS foi aliada tanto de Collor de Mello como de Fernando Henrique Cardoso, e Medeiros foi um dos últimos aliados a abandonar Collor durante o processo de impeachment.
Em 1993, como presidente da Força Sindical, Medeiros foi admitido pelo presidente Itamar Franco à Ordem do Mérito Militar no grau de Cavaleiro especial.
Em 1994, com o apoio de Paulo Maluf, foi candidato a governador de São Paulo pelo Partido Progressista (PP), obtendo o quinto lugar, com apenas 2% dos votos.
Em 1995, por ocasião da fusão do Partido Progressista (PP) ao PPR que deu origem, em agosto, ao Partido Progressista Brasileiro (PPB), Medeiros deixou o PP, inscrevendo-se no Partido Trabalhista Brasileiro (PTB), agremiação também integrante da base parlamentar governista do governo FHC.
Nas eleições de outubro de 1998, filiou-se ao Partido da Frente Liberal (PFL), pelo qual foi deputado federal por São Paulo, de 1999 a 2002. Reeleito, cumpriu seu mandato seguinte como representante do Partido Liberal (PL), e aproximou-se do governo Lula.
Em 2003 tornou-se presidente da Comissão Parlamentar de Inquérito (CPI) que investigava a pirataria no Brasil; sua participação nessa CPI levou à prisão do empresário chinês naturalizado brasileiro, Law Kin Chong, denunciado como um grande contrabandista de produtos pirateados e acusado de tentar subornar Medeiros para abrandar o conteúdo do relatório final da CPI. Medeiros foi indiciado pelo Supremo Tribunal Federal, acusado de ele ter sido autor de extorsão contra Chong, mas o inquérito foi arquivado.
Em 2006 tentou eleger-se novamente, mas sem sucesso, e assumiu em 28 de fevereiro de 2007 o cargo de secretário de Relações do Trabalho, no Ministério do Trabalho..
Publicou A conquista da modernidade (1992), Um projeto para o Brasil (1993) e A CPI da Pirataria (2005).